# 두기 (백후)
두기(杜畿, ? ~ ?)는 중국 후한 말 ~ 삼국 시대 위나라의 관료로 자는 백후(伯侯)이며 사례 경조윤 두릉현(杜陵縣) 사람이다. 전한의 어사대부 두연년의 후손으로, 고간과 조조의 대립 중에 낀 하동군을 조조에게 완전히 복속시켜 고간의 세력 확장을 저지했고, 하동에서 선정을 펼쳤다.

## 행적

### 초기 행적
어려서 아버지를 잃고 계모에게 학대를 받았으나, 효행으로 이름을 알렸다. 20세가 되어 출사하여 경조윤의 공조(功曹)가 되었고, 정현령(鄭縣令)을 대리했다. 당시 정현에는 미결수가 수백 명 있었는데, 두기는 친히 옥에 와서 일일이 모두 판결했고, 비록 전부 타당한 판결을 내리지는 않았으나 이로써 군 사람들은 두기가 젊은 나이에 큰 뜻을 품었다고 여기고 놀랐다. 효렴으로 천거되었고 한중부승(漢中府丞)에 제수되었으나, 취임하지 않고 형주로 갔다가 건안 연간(196년 ~ 220년)에 돌아왔다. 허(許)에서 경기를 만나 밤늦게 대화를 나누었는데, 이 대화를 들은 상서령(尙書令) 순욱이 조조에게 두기를 천거하였고, 조조는 두기를 사공사직(司空司直)으로 삼았다. 호강교위(護羌校尉) · 사지절(使持節)로 승진하고 서평태수를 겸했다.

### 하동 평정
병주자사 고간이 일단 기주를 격파하고 원상을 북쪽으로 내쫓은 조조에게 항복했다가 건안 10년(205년) 10월에 다시 반기를 들자, 하동태수 왕읍이 마침 중앙에서 불린 차에 하동군의 위고(衛固)와 범선(范先)은 속으로 고간과 내통하고 꾀를 꾸미고 있었다. 조조는 이를 걱정했고, 순욱이 두기를 천거하여 두기는 하동태수가 되었다. 위고 등은 섬(陝) 나루를 끊어서 두기가 부임하는 것을 방해했다. 조조가 하후돈을 보내 이를 치려고 하였는데, 아직 도착하지 않았을 때 순욱은 두기에게 대군을 기다리라고 일렀다. 두기는 이를 반대하고, 하동군의 3만 호가 전부 난을 일으키고자 하는 것이 아닌데 대군이 오면 의지할 곳이 없어서 위고 등에게 붙을 것이라고 했다. 그러고는 위고 등은 겉으로는 신임 태수를 환영하고 있으니 새로이 온 윗사람을 죽이지는 않을 것이며, 자신은 홀로 가서 뜻하지 않은 곳으로 나갈 것이고 위고는 계책이 많으나 결단을 못 하니 자신을 받아들이는 것처럼 속일 것이고, 그래서 자신이 하동군에서 한 달만 있으면 족하다고 말하고, 길을 속이고 두(郖) 나루를 건넜다.
범선은 두기를 죽이고자 했으나, 주변에서 두기를 죽이면 악명을 얻을 것이라고 하여 그만두었다. 두기는 위고와 범선을 말로 추켜세워주고, 위고는 도독(都督)으로 삼고 군승(郡丞)의 일을 대행시켰으며 또 공조를 대리하게 하고, 범선으로는 교리병 3천여 명을 거느리게 했다. 위고 등이 대규모로 병사를 징발하려고 하자, 두기는 위고 등을 설득하여 지금 그리하면 무리들이 반드시 동요하리니 재물로 병사를 모으도록 했고, 위고 등은 이를 따랐다. 덕분에 많은 병사를 모으지 못했다. 두기는 또 위고 등에게 장병들에게 휴가를 주었다가 필요할 때에 부르게 하기를 권했고, 위고 등은 중의를 거슬릴까봐 그대로 하여 위고 편의 병사들은 흩어지고 이들 편이 아닌 사람들은 암암리에 두기의 편이 되었다. 마침 장성(張晟)과 고간이 군사활동을 개시하자 상당과 홍농도 어지러워졌고, 위고 등도 병사를 모았다. 두기는 여러 현들이 자기 편임을 알고, 수십 기만 거느리고 장벽(張辟)에서 항거하여 지키니, 수십 일 안에 4천 명이 모였다. 위고 등은 고간 · 장성과 함께 두기를 쳤으나 함락시키지 못하였고, 대군이 도착하자 고간과 장성은 졌고 위고 등은 주살되었으며 나머지는 사면되었다.
두기가 하동을 다스리면서는 관용과 은혜를 숭상했다. 일찍이 백성이 소송을 걸자 쌍방을 만나 도리로써 설득했고, 만약 돌아가서 생각해도 미진한 것이 있으면 자신을 찾아오게 했다. 고을의 부로들이 이를 듣고 두기를 번거롭게 한다며 소송을 건 사람을 꾸짖었고, 이후로는 송사가 줄었다. 또 속현에서 효자와 정부와 조부모를 잘 섬기는 손자를 천거하여 요역을 면제했고, 백성들에게 소·말·닭·돼지 등의 가축을 기르도록 하였으며 백성들은 농사에 힘써 집집마다 거둔 것이 풍성했다. 백성들이 부유해지자 겨울에는 강무를 하고, 또 학궁을 열어 경전을 가르쳤다. 이로 인해, 《위략(魏略)》에서는 지금(위략이 쓰일 당시)까지도 하동에는 유학자가 많았다고 전한다.
건안 16년(211년), 한수·마초 등이 조조에게 반기를 들자 홍농과 풍익에서는 한수 등에게 호응하는 자가 많았으나, 하동은 적과 접하였으면서도 아무도 동요하지 않았다. 조조와 한수 등이 싸울 때 하동군에서 군량을 대었고, 한수 등이 마침내 격파되었을 때에도 20만여 곡이 남았다. 조조는 이를 칭찬하고, 두기의 봉록을 중(中) 2천 석으로 올렸다. 조조가 한중을 칠 때에는 두기가 5천 명을 보내 수송을 맡겼는데, 이들은 두기를 위해서라며 한 명도 도중에 도망치지 않았다.

### 중앙 관료
하동에 16년간 재직하다가 위나라가 건국되고서는 상서(尙書)가 되었다. 건안 25년(220년), 조비가 왕이 되고서 관내후가 되었고, 풍락정후(豊樂亭侯)로 봉읍이 올랐으며 사례교위를 대행했다. 당시에는 기록에 따라 과부들을 올려보냈는데, 다른 군에서는 기록에 따라 이미 남편이 있는 여자까지도 강제로 징발했으나, 두기는 과부만을 보냈으므로 그 수효가 적었다. 두기의 후임 조엄이 과부를 많이 보내자, 조비는 두기에게 그 까닭을 물었고, 두기는 대답했다. “신은 전에 기록된 바 죽은 자의 아내만을 보냈는데, 지금 조엄은 산 사람의 아내를 보내고 있습니다.” 이 말을 들은 조비와 그 좌우의 사람들은 모두 아연실색했다.
조비가 오나라를 치러 가자, 두기는 상서복야(尙書僕射)가 되어 뒷일을 맡았다. 조비가 허창(許昌)으로 행행할 때에도 두기는 유수하였다. 조서를 받아 황제의 누선을 만들었는데, 도하에서 시운전하다가 바람을 만나 물에 빠져 죽었다. 당시 제갈탄도 같이 물에 빠졌는데, 호분(虎賁)이 제갈탄을 구하려 하자 제갈탄은 먼저 두기부터 구하라고 소리질렀으나, 결국 두기를 구하지는 못했다.
두기의 죽음에 대해서는 이런 말이 있다. 두기가 일찍이 동자를 만났는데, 동자가 말했다. “사명(司命)이 자신에게 아이를 불러오라고 했다.” 두기가 간곡히 청하자, 당신을 대신할 자를 찾겠으니 아무에게도 말하지 말라고 하고 사라졌다. 20년 후, 두기가 이 말을 하고서는 그날에 죽었는데, 향년 62세였다.

## 친척 관계

### 관련 인물
두서　두예

## 같이 보기
- 삼국지 인물 목록